# 모로코의 지진 목록
아래는 진원이 모로코이거나 모로코에 큰 영향을 미친 모로코의 지진 목록이다.

## 지진 특성
모로코 북부는 아프리카판과 유라시아판의 경계인 아조레스-지브롤터 변환단층과 맞닿아 있다. 이 변환단층은 우수향 주향이동단층인데 동쪽 끝에서 주향제압(Transpression) 현상이 일어나 큰 스러스트 단층이 형성되어 있다. 지브롤터 해협 동쪽의 알보란해에서는 대륙 충돌형 경계로 변한다. 모로코에서 일어나는 대부분의 지진은 이런 판 경계의 움직임과 관련이 있으며 판 경계와 가까운 모로코 북부에서 지진이 가장 많이 발생한다.

## 목록
| 날짜                                                                | 지역                             | MMI      | 규모       | 사망자수      | 부상자수 | 기타                                                                            | 주석        |
| ------------------------------------------------------------------- | -------------------------------- | -------- | ---------- | ------------- | -------- | ------------------------------------------------------------------------------- | ----------- |
| 2023-09-08                                                          | 마라케시사피 지방                | VIII     | 6.8 Mw     | 2,946         | 5,674    | 극심한 피해를 입었다. 계기 관측 이후 모로코에서 관측된 규모가 가장 큰 지진이다. | [ 3 ] [ 4 ] |
| 2019-11-17                                                          | 드라타필랄레트 지방              | VI       | 5.2 Mw     |               |          | 미델트 마을에서 여러 가옥이 피해를 입었다.                                      | [ 5 ]       |
| 2016-01-25                                                          | 알호세이마                       | V        | 6.3 Mw     | 1             | 15       | 약간의 피해가 있었다.                                                           | [ 6 ]       |
| 2007-02-12                                                          | 포르투갈-모로코 사이 대서양 외해 |          | 6.0 Mw     |               |          | 소규모 피해가 있었다.                                                           | [ 7 ]       |
| 2004-02-24                                                          | 알호세이마                       | IX       | 6.3 Mw     | 628–631       | 926      | 모로코 북부에 피해가 집중되었다.                                                |             |
| 1969-02-28                                                          | 포르투갈-모로코 사이 대서양 외해 | VII      | 7.8 Mw     | 13            | 80       | 약간의 피해가 있었다.                                                           |             |
| 1960-02-29                                                          | 아가디르                         | X        | 5.8 Mw     | 12,000–15,000 | 12,000   | 아가디르를 중심으로 극심한 피해를 입었다.                                       |             |
| 1909-01-29                                                          | 테투안                           |          |            | 100           |          |                                                                                 | [ 8 ]       |
| 1761-03-31                                                          | 대서양 외해                      | VII-IX   | 8.5 Ms     | 불명          | 불명     | 모로코에 약간의 쓰나미가 있었다.                                                |             |
| 1755-11-27                                                          | 메크네스                         | IX       | 6.5–7.0 Mw | 15,000        |          | 모로코 북부에 큰 피해를 입었다.                                                 | [ 9 ]       |
| 1755-11-01                                                          | 대서양 외해                      | VII–VIII | 8.5–9.0 Mw | 수천명        |          | 모로코에도 큰 피해가 있었으며, 쓰나미도 관측되었다.                             | [ 2 ]       |
| 1624-05-11                                                          | 페스                             | IX       |            | 수백명        |          | 극심한 피해가 있었다.                                                           | [ 2 ]       |
| 1522-09-22                                                          | 페스                             | VIII–IX  |            | 수백명        |          | 큰 피해가 있었다.                                                               | [ 2 ]       |
| 참조: 모로코 내에서 피해나 부상자, 사망자가 나온 지진만 기재하였다. |                                  |          |            |               |          |                                                                                 |             |

## 같이 보기
- 모로코의 지질